# Ugrofinski jeziki
Ugrofinski jeziki so skupina jezikov, ki skupaj s samojedskimi jeziki tvorijo uralsko jezikovno družino. Govorijo se v Severni Evropi (baltsko-finski jeziki, samijski jeziki), Srednji Evropi (madžarščina), povolških in oburalskih predelih Rusije (mordvinska jezika, marijščina, permski jeziki) in zahodni Sibiriji (hantijščina in mansijščina).

## Razdelitev
Ugrofinski jeziki se delijo v dve temeljni veji:
1. finsko-permska veja:
- finsko-povolška podveja:

  - finsko-samijska podpodveja:
    - baltsko-finski jeziki: finski, estonski, karelski, livijski, vepski, votski, ižorski
    - samijski jeziki

  - mordvinska jezika: erzjanski, mokšanski
  - marijski jezik
  - izumrli ugrofinski jeziki nejasnega položaja: muromski, merjanski, meščerski
- permska podveja:

permski jeziki: udmurtski, komi-zirjanski, komi-permjaški

2. ugrijska veja:
- madžarski jezik
- obsko-ugrijska jezika: hantijski, mansijski

## Pisava
Finski, estonski, karelski, livonski, vepsijski, votski, ingrijski, samijski in madžarski jezik so pisani v latinici, ugrofinski jeziki v Rusiji pa uporabljajo prilagojeno cirilico.
Komijski jezik je v 14. stoletju uporabljal edinstveno pisavo, imenovano Abur, ki jo je sestavil ruski pravoslavni misionar Stepan Hrap. Za redke ohranjene zapise v tej pisavi se uporablja tudi izraz staropermski jezik.

## Število govorcev
Več kot milijon govorcev imajo madžarščina, finščina, estonščina in mordvinščina. Drugi ugrofinski jeziki imajo manj govorcev. Mnogi tudi spadajo med ogrožene in so skoraj izumrli (npr. livijščina, votiščina in ižorščina).